# Curbans
Curbans – miejscowość i gmina we Francji, w regionie Prowansja-Alpy-Lazurowe Wybrzeże, w departamencie Alpy Górnej Prowansji.

## Demografia
Według danych na rok 1990 gminę zamieszkiwało 241 osób, a gęstość zaludnienia wynosiła 8 osób/km². W styczniu 2015 r. Curbans zamieszkiwało 497 osób, przy gęstości zaludnienia wynoszącej 16,5 osób/km².